# Вознесенка (Марий Эл)
 Вознесенка  — деревня в Юринском районе Республики Марий Эл. Входит в состав Козиковского сельского поселения.

## География
Находится в юго-западной части республики Марий Эл на левом берегу Ветлуги на расстоянии приблизительно 50 км на север-северо-запад от районного центра посёлка Юрино.

## История
Деревня основана в 1928 году переселенцами с берегов реки Вятка. Работали колхозы «Максим Горький», «Ленин корно». В 1945 году в деревне было 78 дворов, где проживали 59 человек, по национальности русские, в 1974 году 30 и 61. Клуба, магазина, библиотеки и медпункта в деревне нет.

## Население
Население составляло 33 человека (русские 88 %) в 2002 году, 23 в 2010.

## Известные уроженцы
Лунин Виктор Никандрович (1925—2012) —  командир отделения разведки 315 гвардейского горнострелкового Севастопольского полка 128-й горнострелковой дивизии на 4 Украинском фронте, гвардии красноармеец. Участник Великой Отечественной войны и войны с Японией (1945). Дважды кавалер ордена Славы и трижды ― ордена Отечественной войны.